# Нобусава, Миэко
Миэко Нобусава (яп. 信沢三恵子 Нобусава Миэко, 16 мая 1947, префектура Токио ) — японская актриса и сэйю.

## Биография
Окончила факультет социальных наук Университета Васэда.
Сотрудничала с Dojinsha Production и Jac in production. Работала как в качестве сэйю, так и в театральной труппе NLT. Период активности: с 1970-х годов. 
В числе навыков Миэко Нобусава плавание и традиционный японский танец.

## Позиции в Гран-при журнала Animage
- 1979 год — 15-е место в Гран-при журнала Animage, в номинации на лучшую женскую роль[3].

## Роли в аниме
- 1976 год — «3000 лиг в поисках матери», сериал (Фиолина);
- 1977 год — Ashita e Attack! (Руми Сираки);
- 1978 год — «Космический пират капитан Харлок» (Джозибел);
- 1978 год — «Конан — мальчик из будущего», фильм (Лана);
- 1979 год — «Конан — мальчик из будущего», сериал (Лана);
- 1980 год — «Юная волшебница Лалабель» (Каэдэ Ханадзоно);
- 1980 год — «3000 лиг в поисках матери», фильм (Фиолина);
- 1984 год — Choujin Locke (Святая Мать);
- 1984 год — «Конан — мальчик из будущего» (Лана);
- 1989 год — «Ведьмина служба доставки» (Кокири, мать Кики);
- 2009 год — «Летние войны» (Марико Дзинноути).